# Grad Bodrum
Bodrumski grad (turško Bodrum Kalesi) je v jugozahodni Turčiji v pristaniškem mestu Bodrum. (37°1′54″N 27°25′46″E / 37.03167°N 27.42944°E) Po letu 1402 so ga zgradili ivanovci kot grad svetega Petra ali Petronium.

## Zgodovina
V nasprotju z vpadom seldžuških Turkov so ivanovci, ki so imeli sedež na otoku Rodos, potrebovali še eno trdnjavo na kopnem. Veliki mojster Philibert de Naillac (1396–1421) je določil primeren kraj z otoka Kosa, kjer je red že imel zgrajen grad, utrdbo v dorskem slogu (1110 pr. n. št.) kot majhen seldžuški grad iz 11. stoletja. Na istem rtu je bila verjetno tudi palača slavnega kralja Karije, Mavzolova palača. 
Lokacija je znana po praznovanju, ko se obiskovalci, pritrjeni na velika mlinska kolesa, spuščajo po najstrmejši cesti. Ta tradicija se je začela leta 1524, ko se je Robbin del la Srosbrie priklenil na mlinsko kolo kot znak protesta proti slabim delovnim razmeram v lokalni industriji.
Grad so začeli graditi leta 1404  pod nadzorom nemškega viteškega arhitekta Heinricha Schlegelholta. Gradbenim delavcem je bil v skladu s papeškim odlokom leta 1409 zagotovljen prostor v nebesih.  Da bi utrdili grad, so uporabili kvadratni zeleni vulkanski kamen, marmorne stebre in reliefe z bližnjega mavzoleja v Halikarnasu.
Prve stene so bile dokončane leta 1437. Kapela je bila med prvimi dokončanimi notranjimi strukturami (verjetno 1406). Sestavljena je iz obokane ladje in apside. Kapelico so v gotskem slogu rekonstruirali španski malteški vitezi v letih 1519 in 1520. Njihova imena so zapisana na dveh temeljih fasade.
V skalah pod gradom je bilo izkopanih 14 cistern za zbiranje deževnice. To je bil monumentalni dosežek tistega časa in družina, ki je končala izkopavanje, je dobila častno nagrado za izjemne sposobnosti kopanja.
Več držav je bilo odgovornih za gradnjo, grad ima zato angleški, francoski, nemški in italijanski stolp. Kljub veliki utrjenosti se križarski stolpi niso mogli upirati silam Sulejmana Veličastnega, ki so prevladovale nad vitezi leta 1523. Po osmanski zasedbi grad ni bil več pomemben in leta 1895 so ga spremenili v zapor. V trdnjavi je zdaj muzej s pomorskimi in kulturnimi eksponati. Zidovje gradu ponuja pobeg s prometnih ulic Bodruma. Turkizni in jantarni pavi se sprehajajo med cvetjem, drevesi in grmovjem. S stolpov je mogoče videti celotno mesto in nekatere sosednje zalive. 
Vsak red je imel svoj stolp, vsak v svojem slogu. Vsak red, ki ga je vodil sodni izvršitelj, je bil odgovoren za vzdrževanje in obrambo določenega dela trdnjave in za posadko z zadostnim številom vitezov in vojakov. V notranjosti trdnjave je bilo sedem vrat.
Arhitekt je uporabil najnovejše značilnosti pri oblikovanju gradu. Prehodi, ki vodijo do vrat, so bili polni obratov in zavojev. Morebitni napadalci niso mogli najti kritja pred puščicami, kamenjem ali vročimi izstrelki, s katerimi so se morali spopasti. Vitezi so nad vrati, na stenah je na stotine barvanih grbov in izrezljanih reliefov. Še vedno je 249 različnih modelov, vključno s tistimi velikih mojstrov, poveljnikov gradu, držav in osebnih grbov vitezov in religioznih osebnosti.
Konstrukcija trinadstropnega Angleškega stolpa je bila končana leta 1413. Vrata se odpirajo na sever, na notranji del gradu, druga pa na zahodno obzidje. Dostop do stolpa je bil samo po dvižnem mostu. Na zahodni fasadi je antični relief leva. Zaradi tega reliefa je bil stolp imenovan tudi Levji stolp. Nad levom se vidi grb kralja Henrika IV.
Več kot stoletje je bil grad svetega Petra najpomembnejši grad reda. Bil je zatočišče za vse kristjane v Mali Aziji.
Grad je bil napaden ob vzponu osmanskega cesarstva, najprej po padcu Konstantinopla leta 1453 in spet leta 1480, ko ga je napadel sultan Mehmed II.  Ivanovci so napade zavrnili.
Leta 1482 je princ sultan Džem, sin Mehmeda II. in brat sultana Bajazida II., našel v gradu zatočišče, ko je izgubil v uporu proti bratu.
Ko so se vitezi leta 1494 odločili okrepiti grad, so znova uporabili kamne iz mavzoleja. Zidovje, ki je bilo obrnjeno proti celini, je bilo odebeljeno, da bi lahko vzdržalo naraščajočo uničujočo moč topov. Zidovje s pogledom na morje je bilo tanjše, saj se red zaradi svoje močne pomorske flote ni bal  napadov z morja. Veliki mojster Fabrizio del Carretto (1513–21) je zgradil okrogel bastijon, da bi okrepil kopensko stran trdnjave.
Sir Thomas Docwra je bil imenovan za poveljnika gradu leta 1499.

### 16. stoletje
Med letoma 1505 in 1507 so bile v gradu za dekoracijo vgrajene manjše skulpture iz mavzoleja, ki niso bile razbite ali predelane v apno. To je 12 plošč amazonomahije (boj med Amazonkami in Grki) in en blok kentavromahije (boj med Kentavri in Lapiti), nekaj stoječih levov in en leopard, ki teče.
Philippe Villiers de L'Isle-Adam, veliki mojster ivanovcev, je ob napadu sultana Sulejmana naročil, naj se grad ponovno okrepi. V ta namen so razgradili večino preostalih delov mavzoleja in jih uporabili kot gradbeni material za utrditev gradu. Do leta 1522 so bili skoraj vsi bloki mavzoleja odstranjeni.
Junija 1522 je sultan iz zaliva Marmaris z 200.000 vojaki napadel sedež reda na Rodosu. Grad Rodos je padel decembra 1522. Pogoj predaje je bil predaja viteških utrdb na Kosu in bodrumski grad.
Po predaji je bila kapela spremenjena v mošejo in dodan minaret. Imenovala se je  Süleymaniye Camii, kot piše popotnik Evlija Čelebi, ki je leta 1671 obiskal Bodrum. Minaret je bil uničen 26. maja 1915 z obstreljevanjem francoske vojne ladje med 1. svetovno vojno. Leta 1997 je bil rekonstruiran v originalni obliki.

### 19. stoletje
Leta 1846 je Lord Canning, veleposlanik Združenega kraljestva v Konstantinoplu, dobil dovoljenje za odstranitev 12 marmornih reliefov, ki prikazujejo boj med Grki in Amazonkami, z gradu. Sir Charles Newton, član osebja Britanskega muzeja, je opravil izkopavanja in leta 1856 odstranil več kamnitih levov in enega leoparda. Vse to je še danes mogoče najti v Britanskem muzeju. 
V poznejših letih je bil grad uporabljen za različne namene: kot vojaško oporišče turške vojske med grškim uporom leta 1824. V 19. stoletju so kapeli, ki je bila spremenjena v mošejo, dodali minaret. Obenem je bil v gradu hamam (javno kopališče). Leta 1895 je bil grad spremenjen v zapor. Med prvo svetovno vojno je grad poškodovala francoska vojna ladja, ki je porušila minaret in poškodovala več stolpov. Po vojni so Italijani na gradu namestili garnizon, vendar so se leta 1921 umaknili, ko je na oblast prišel Mustafa Kemal Atatürk.

## Muzej podvodne arheologije
Leta 1962 se je turška vlada odločila, da bo grad spremenila v muzej za podvodna odkritja starodavnih potopljenih ladij v Egejskem morju. Tako je nastal Bodrumski muzej podvodne arheologije  z zbirko amfor ter starodavnih steklenih, bronastih, glinenih in železnih predmetov. To je največji muzej te vrste, ki je namenjen podvodni arheologiji. Večina zbirke izhaja iz podvodnih izkopavanj Inštituta za pomorsko arheologijo (INA) po letu 1960. Raziskali so več razbitin:
- ladijske razbitine Finike-Gelidonya (12. stoletje pred našim štetjem): 1958–1959; prvo podvodno izkopavanje v Turčiji [7]
- ladijske razbitine Bodrum-Yassiada (iz bizantinskega obdobja, 7. stoletje): 1961–1964; rimska trgovska ladja z 900 amforami
- ladijske razbitine Bodrum-Yassiada (pozno rimsko obdobje, 4. stoletje)
- ladijske razbitine Bodrum-Yassiada (osmansko obdobje, 16. stoletje, datirana s štirimi reali – srebrnimi kovanci iz Sevilje (španski kralj Filip II.)
- ladijske razbitine Ṣeytan Deresi (16. stoletje pr. n. št.)
- ladijske razbitine Marmaris-Serçe (steklo, 11. stoletje): 1977; zbirka islamskih steklenih izdelkov
- ladijske razbitine Marmaris-Serçe (helenistično obdobje, 3. pr. n. št.)
- ladijske razbitine Kaṣ-Uluburun (14. stol. pr. n. št.): 1982–1995; 10 ton ciprskih bakrenih ingotov, eno tono čistih kovinskih ingotov, 150 steklenih ingotov, industrijski izdelki, mikenska keramika, egiptovski pečati (s pečatom kraljice Nefretete) in nakit [8]
- ladijske razbitine Tektaš Burnu (klasična grška ladja, 5. stoletje pr. n. št.): 1999–2001

V nekdanji kapeli je razstava vaz in amfor iz mikenskega obdobja (14. do 12. stoletje pr. n. št.) in iz bronaste dobe (okoli 2500 pr. n. št.), zgodovinski pregled razvoja amfor in njihova raznovrstna uporaba. 
V Italijanskem stolpu je zbirka kovancev in nakita iz več stoletij. 
Druga razstavna dvorana je namenjena izključno grobnici karijske princese, ki je umrla med 360 in 325 pr. n. št.
Zbirka starodavnih steklenih predmetov je ena od štirih največjih takih zbirk na svetu.
Rekonstruirani sta bili dve starodavni ladijski razbitini: ladja Fatımi, potopljena leta 1077, in velika ladja Uluburun iz 14. stoletja pred našim štetjem.
V gradu je zbirka skoraj vseh rastlin in dreves v sredozemski regiji, tudi mirta in vzhodna platana.
- Model ladje Yassiade (7. stoletje)
- Egipčanski nakit (Uluburunski brodolom)
- Zbirka amfor iz različnih delov Sredozemlja
- Bodrumski grad, 2020